# Teijirō Tanikawa
Teijirō Tanikawa (谷川 禎次郎, Tanikawa Teijirō) est un nageur japonais né le 20 décembre 1932 et mort le 13 mai 2025.

## Biographie
Teijirō Tanikawa dispute l'épreuve du relais 4x200 m nage libre aux Jeux olympiques d'été de 1952 de Melbourne et remporte la médaille d'argent aux côtés de Hiroshi Suzuki, Toru Goto et Yoshihiro Hamaguchi.